# خانه سالار
خانه سالار مربوط به دوره قاجار است و در میبد، محله پایین واقع شده و این اثر در تاریخ ۲۵ اسفند ۱۳۷۹ با شمارهٔ ثبت ۳۶۹۵ به‌عنوان یکی از آثار ملی ایران به ثبت رسیده است.